# Андрій Олександрович (князь ростовський)
Андрій Олександрович — князь Ростово-Борисоглібський.
Старший син князя Олександра Костянтиновича. Іменуючись ще можновладних князем, він, як і всі ростовські князі другої половини XIV століття, фактично був хіба що звичайним слугою великого князя Московського.
Про нього відомо лише, що в 1415, з волі великого князя Московського, він відправився у Псков намісником, але вже 17 липня 1417 псковичі вигнали його — може бути, за надто сильні утиски й побори.
За родоводом у нього були такі сини: Іван Брюхатий, Дмитро, Федір, Володимир, Іван-Ян і Петро. Через синів він є родоначальником окремих Ростовських княжих прізвищ: Хохолкових, Катирєвих, Буйносових, Янових і Тьомкіних.

## Джерело
- Ростовські та Білозерські удільні князі [Архівовано 11 січня 2022 у Wayback Machine.]